# Gaffney
Gaffney város az USA Dél-Karolina államában. Lakosainak száma 12 764 fő (2020. április 1.).

## Népesség
A település népességének változása:

| 2010 | 12 414 |
| 2020 | 12 764 |